# Watwaniya
 (février 2013).
Si vous disposez d'ouvrages ou d'articles de référence ou si vous connaissez des sites web de qualité traitant du thème abordé ici, merci de compléter l'article en donnant les références utiles à sa vérifiabilité et en les liant à la section « Notes et références ».

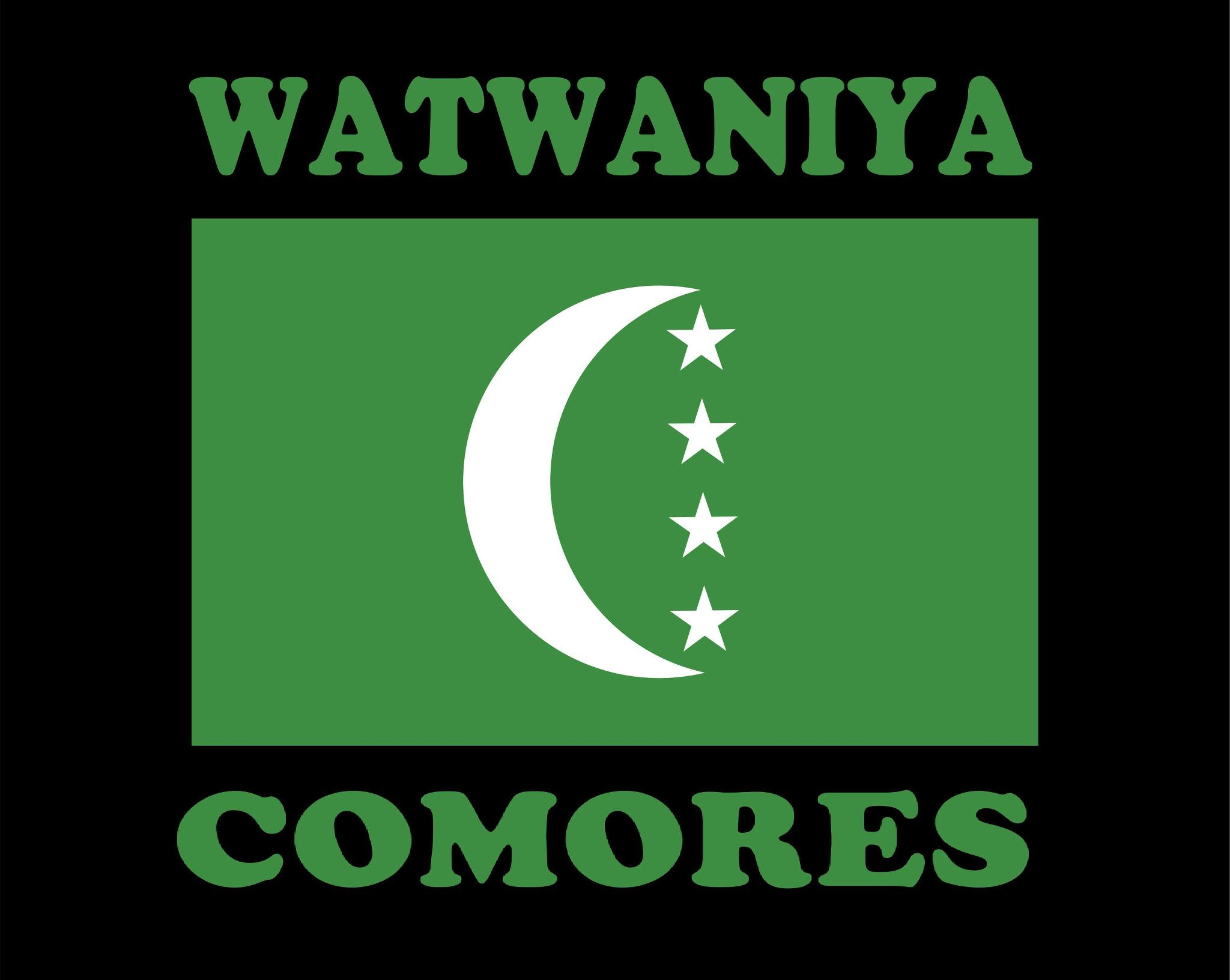

Watwaniya (« le patriote » en français ) est un mouvement de jeunes comoriens apparu en France 2008 lors des manifestations qui ont suivi la fuite de Mohamed Bacar lors de l'invasion d'Anjouan de 2008 par l'armée comorienne, soutenue par l'Union africaine. Le mouvement est constitué en grande partie des jeunes issus de la banlieue parisienne. Une filiale a aussi été créée dans les quartiers défavorisés de Moroni, la capitale des Comores.

## Historique
Le point de départ du lancement du mouvement Watwaniya est la manifestation qui a eu lieu devant le ministère des affaires étrangères des invalides le dimanche 30 mars 2008, pour dénoncer le fait que la France refusait d'extrader Mohamed Bacar vers les Comores. À l'initiative de Jack Lavane et des autres jeunes présents, le mouvement s'est organisé.
Ils ont mené par la suite d'autres initiatives notamment l'interdiction totale de la compagnie Yememia sur le sol comorien après le crash du vol Yemenia le 30 juin 2009 au large des Comores,.